# Live at River Plate
Live at River Plate è il terzo album dal vivo degli AC/DC pubblicato il 10 maggio 2011 in DVD e successivamente in CD il 16 novembre 2012.

## Descrizione
Il DVD documenta il tour degli AC/DC, il Black Ice Tour a supporto dell'album Black Ice. Il DVD include le riprese di tre concerti avvenuti nel mese di dicembre del 2009, a Buenos Aires. È stato diretto da David Mallet, con Rocky Oldham come produttore. La registrazione dei concerti ha richiesto l'uso di 32 videocamere ad alta definizione, prodotta da una compagnia chiamata Serpent Productions.
Il 13 aprile 2011 il Teatro de Colegiales di Buenos Aires aveva anticipato la proiezione del film per circa mille persone. La prima uscita mondiale del film è stata il 6 maggio 2011 al teatro Hammersmith Apollo di Londra.
Live at River Plate è stato pubblicato in DVD e in Blu-Ray il 10 maggio 2011; il CD uscì il 16 novembre 2012. In aggiunta alle riprese del concerto, sono comprese interviste ai membri della band ed ai fans. Il film ha debuttato al primo posto per i DVD musicali in diciassette paesi, vendendo 19 000 copie negli Stati Uniti, durante la sua prima settimana di vendita. In Brasile ha ricevuto il disco di platino in sole due settimane, vendendo 40 000 copie.
L'album ha raggiunto la prima posizione in Germania, la terza in Austria, la quarta in Svizzera, la sesta in Norvegia e l'ottava in Danimarca.

## Tracce DVD
1. Rock 'N Roll Train
2. Hell Ain't a Bad Place to Be
3. Back in Black
4. Big Jack
5. Dirty Deeds Done Dirt Cheap
6. Shot Down in Flames
7. Thunderstruck
8. Black Ice
9. The Jack
10. Hells Bells
11. Shoot to Thrill
12. War Machine
13. Dog Eat Dog
14. You Shook Me All Night Long
15. T.N.T.
16. Whole Lotta Rosie
17. Let There Be Rock
18. Highway to Hell
19. For Those About to Rock (We Salute You)

## Tracce CD
Disco 1
1. Rock 'N Roll Train (Angus Young, Malcolm Young) - 4:41
2. Hell Ain't a Bad Place to Be (Bon Scott, A. Young, M. Young) - 4:27
3. Back in Black (Brian Johnson, A. Young, M. Young) - 4:15
4. Big Jack (A. Young, M. Young) - 4:08
5. Dirty Deeds Done Dirt Cheap (B. Scott, A. Young, M. Young) - 4:58
6. Shot Down in Flames (B. Scott, A. Young, M. Young) - 3:47
7. Thunderstruck (A. Young, M. Young) - 5:32
8. Black Ice (A. Young, M. Young) - 3:44
9. The Jack (B. Scott, A. Young, M. Young) - 10:12
10. Hells Bells (Johnson, A. Young, M. Young) - 5:37

Disco 2
1. Shoot to Thrill (Johnson, A. Young, M. Young) - 5:56
2. War Machine (A. Young, M. Young) - 3:39
3. Dog Eat Dog (B. Scott, A. Young, M. Young) - 5:09
4. You Shook Me All Night Long (Johnson, A. Young, M. Young) - 4:01
5. T.N.T. (B. Scott, A. Young, M. Young) - 3:57
6. Whole Lotta Rosie (B. Scott, A. Young, M. Young) - 5:57
7. Let There Be Rock (B. Scott, A. Young, M. Young) - 18:06
8. Highway to Hell (B. Scott, A. Young, M. Young) - 4:44
9. For Those About to Rock (We Salute You) (Johnson, A. Young, M. Young) - 7:45

## Formazione

### AC/DC
- Brian Johnson - voce
- Angus Young - chitarra solista
- Malcolm Young - chitarra ritmica, cori
- Cliff Williams - basso elettrico, cori
- Phil Rudd - batteria

### Produzione
- David Mallet - direttore
- Rocky Oldham - produttore